# Top Model po-russki
Top Model po-russki (tiếng Nga: Топ-модель по-русски; tiếng Anh: Top Model Russian-style) là một chương trình truyền hình thực tế dựa theo America's Next Top Model của Tyra Banks, sau Ty - supermodel, được phát sóng từ năm 2004 đến năm 2007. Chương trình cho thấy một số thí sinh khao khát cạnh tranh với nhau trong một loạt các thử thách để giành danh hiệu Top Model của Nga, cùng với hợp đồng người mẫu và các giải thưởng khác với hy vọng thành công trong ngành người mẫu.
Vào ngày 30 tháng 11 năm 2012, đã có thông báo rằng là Top model po-russki đã bị hủy sau bốn mùa. Sau một năm gián đoạn, chương trình trở lại với mùa thứ năm vào năm 2014.

## Ban giám khảo
Trong ba mùa đầu tiên, cuộc thi được tổ chức bởi Ksenia Sobchak. Ban giám khảo của mùa đầu tiên là người mẫu Inna Zobova, nhà thiết kế thời trang Elena Suprun và nhiếp ảnh gia Mikhail Korolev.
Đối với mùa 2-3, Suprun và Korolev rời khỏi chương trình và được thay thế bởi người mẫu nam Danila Polyakov và stylist kiêm nhà thiết kế thời trang và truyền hình Vlad Lisovets.
Đối với mùa 4, toàn bộ ban giám khảo đã được cải tạo, với Irina Shayk sẽ tiếp quản từ Sobchak làm host. Các thành viên khác của ban giám khảo là J. Alexander, Tess Feuilhade, và Vincent McDoom.
Đối với chu kỳ 5, Lisovets và Sobchak trở lại với tư cách là giám khảo, cùng với giám khảo mới Denis Simachev và host mới là Natasha Stefanenko, người trước đây là host của Italia's Next Top Model trong phiên bản Ý của chương trình.
| Ban giám khảo      | Mùa       | Mùa       | Mùa       | Mùa       | Mùa       |
| Ban giám khảo      | 1 (2011)  | 2 (2011)  | 3 (2012)  | 4 (2012)  | 5 (2014)  |
| ------------------ | --------- | --------- | --------- | --------- | --------- |
| Ksenia Sobchak     | Host      | Host      | Host      |           | Giám khảo |
| Elena Suprun       | Giám khảo |           |           |           |           |
| Inna Zobova        | Giám khảo | Giám khảo | Giám khảo |           |           |
| Mikhail Korolev    | Giám khảo |           |           |           |           |
| Danila Polyakov    |           | Giám khảo | Giám khảo |           |           |
| Vlad Lisovets      |           | Giám khảo | Giám khảo |           | Giám khảo |
| Irina Shayk        |           |           |           | Host      |           |
| J. Alexander       |           |           |           | Giám khảo |           |
| Tess Feuilhade     |           |           |           | Giám khảo |           |
| Vincent McDoom     |           |           |           | Giám khảo |           |
| Natasha Stefanenko |           |           |           |           | Host      |
| Denis Simachev     |           |           |           |           | Giám khảo |

## Các mùa
| Mùa | Phát sóng            | Quán quân           | Á quân             | Các thí sinh theo thứ tự bị loại | Tổng số thí sinh | Điểm đến quốc tế |
| --- | -------------------- | ------------------- | ------------------ | --- | ---------------- | ---------------- |
| 1   | 3 tháng 4 năm 2011   | Maria Lesovaya      | Irina Adadurova    | Katya Nikulina, Yelena Domashnyaya, Alyona Prokopova (dừng cuộc thi), Karmela Amadio, Ksenia Dmitriyeva, Valeria Chertok, Ksenia Viktorova, Arina Perchik, Anastasia Zharinova, Liza Ramuravelu, Ksenia Timofeeva, Evgenia Timakova, Olga Timofeyeva, Masha Minogarova, Evgenia Frank | 17               | New York         |
| 2   | 25 tháng 9 năm 2011  | Katya Bagrova       | Yulya Vlasenko     | Arnela Butuyeva, Liza Oleshko, Anzhelika Yakuseva, Sveta Babiy, Nastya Belkina, Margo Lukina, Vera Butakova (dừng cuộc thi), Anzhelika Tikhonenko, Dobromira Nepomnyashchaya, Katya Streltsova, Alina Fedulova, Olga Ponomar                                                          | 14               | Luân Đôn         |
| 3   | 25 tháng 3 năm 2012  | Tanya Kozuto        | Anya Afanasyeva    | Vera Sapozhnikova, Zhenya Vasilyeva, Ira Koroleva, Lera Ivanova & Yana Kondratyeva, Nastya Savenkova, Natasha Pampukha, Dinara Elgaytarova, Zhenya Shagdarova, Lida Marycheva, Dasha Korniyenko, Lilya Kotsur                                                                         | 14               | Miami            |
| 4   | 16 tháng 9 năm 2012  | Yulya Farkhutdinova | Katya Grigoryeva   | Anzhela Igoshina & Natasha Petrova, Anya Galyatskaya, Lera Sokolova, Ulyana Makarova, Alisa Yelizarova, Dasha Minisheva, Veronika Istomina, Anya Sokolova, Anya Korotkikh, Nastya Krapivina, Alyona Moskalik, Valya Grigoryeva                                                        | 15               | Paris Deauville  |
| 5   | 26 tháng 10 năm 2014 | Zhenya Nekrasova    | Juste Juozapaityte | Nastya Senchukova, Sasha Plaksina, Elena Sarattseva, Alina Hoven (dừng cuộc thi), Kristine Smirnova, Sofia Shum, Oksana Kavali, Alisa Shirokova, Olya Afonina, Dasha Li, Masha Shapovalova, Tanya Rumyantseva                                                                         | 14               | Không có         |